# Nghi Tân (phường)
Nghi Tân là một phường thuộc thành phố Vinh, tỉnh Nghệ An, Việt Nam.

## Địa lý
Phường Nghi Tân có vị trí địa lý: 
- Phía đông giáp phường Nghi Thủy
- Phía tây, phía nam và phía bắc giáp huyện Nghi Lộc.

Phường Nghi Tân có diện tích 1,08 km², dân số năm 1994 là 9.091 người, mật độ dân số đạt 8.418 người/km².

## Lịch sử
Trước đây, phường Nghi Tân là một phần thuộc thị trấn Cửa Lò cũ của huyện Nghi Lộc.
Ngày 29 tháng 8 năm 1994, Chính phủ ban hành Nghị định 113-CP năm 1994 về việc thành lập thị xã Cửa Lò thuộc tỉnh Nghệ An. Theo đó, hành lập phường Nghi Tân trên cơ sở diện tích tự nhiên 58 ha với nhân khẩu 6.800 của thị trấn Cửa Lò và diện tích tự nhiên 50 ha với nhân khẩu 2.291 của xã Nghi Quang.
Phường Nghi Tân có diện tích tự nhiên 108 ha với nhân khẩu 9.091.
Địa bàn phường Nghi Tân cũng sở hữu một diện tích lớn rừng tự nhiên.